# Dicranomyia balli
Dicranomyia balli là một loài ruồi trong họ Limoniidae. Chúng phân bố ở miền Australasia.